# Saussurea jadrinzevii
Saussurea jadrinzevii là một loài thực vật có hoa trong họ Cúc. Loài này được Krylov miêu tả khoa học đầu tiên năm 1915.